# Butterwick with Newsham
Butterwick with Newsham/Butterwick var en civil parish från 1866 till 1986 då den blev en del av Barton-le-Street, i grevskapet North Yorkshire, i England. Civil parish var belägen 10 km från Pickering och hade 35 invånare år 1971.